# Agnes Mary Clerke
Pour les articles homonymes, voir Clerke.
Agnes Mary Clerke, née le 10 février 1842 à Skibbereen (comté de Cork, Irlande) et morte le 20 janvier 1907 à Londres, est une astronome et écrivaine scientifique.

## Biographie
Fille d'un employé de banque passionné de science, elle s'intéresse à l'astronomie dès son plus jeune âge, et commence à écrire une histoire de cette science avant même d'avoir 15 ans. En 1861, sa famille déménage vers Dublin, et en 1863 à Queenstown. Plusieurs années plus tard elle part pour l'Italie où elle reste jusqu'en 1877, principalement à Florence. En 1877 elle s'installe à Londres.

## Contribution à la littérature scientifique
Ayant suivi des études de sciences à l’université de Dublin et à Florence, elle commence à publier des articles scientifiques à l'Edinburgh Review à partir de 1877. Elle rédige aussi des biographies de savants pour l'Encyclopaedia Britannica et pour le Dictionary of National Biography. 
En 1885 elle publie son maître ouvrage, A popular history of astronomy during the nineteenth century, qui connaîtra quatre éditions jusqu’à sa mort. 
On lui doit également The system of the stars (1890) et plusieurs autres ouvrages.

## Réception de son œuvre
En dépit de ses séjours aux observatoires du Cap (David Gill l'y avait reçue et elle s'était informée de la spectroscopie) et de Greenwich, elle est critiquée pour son absence de pratique de l’astronomie.
Ses ouvrages rencontrent cependant un certain succès, et lui valent la reconnaissance des milieux scientifiques. Elle reçoit le Prix Acton en 1893. Elle reçoit un prix de la British Astronomical Association et en devient membre. De même à la Royal Astronomical Society : elle est élue membre honoraire en 1903 avec Margaret Huggins ; c'est un titre que deux femmes seulement (Caroline Herschel et Mary Somerville) avaient obtenu avant elles.
Un cratère lunaire d'impact porte son nom.

## Publications
- A popular history of astronomy during the nineteenth century, Édimbourg, 1885, 1902 ;
- The system of the stars, Londres, 1890 ;
- The Herschels and modern astronomy, Londres, 1895, 1901 ;
- (avec John Ellard Gore (en) et Alfred Fowler) The concise knowledge astronomy[3], Londres, 1898 ;
- Problems in astrophysics[4],[5], Londres, 1903 ;
- Modern cosmogonies, Londres, 1905 ;
- Familiar studies in Homer, Londres, 1892.

Agnes Clerke a également écrit 55 articles pour l'Edinburgh Review, principalement sur des sujets liés à l'astrophysique, et plusieurs articles dans le Dictionary of National Biography, la Catholic Encyclopedia, et la 11e édition de l'Encyclopædia Britannica parue en 1911.